# 格里戈里·亚夫林斯基
格里戈里·阿列克謝耶維奇·亚夫林斯基（羅馬化：Grigoriy Alekseyevich Yavlinskiy；1952年4月10日—），俄罗斯猶太裔经济学家和政治人物，以提出苏联政府过渡到自由市场经济的“500天计划”而知名，也是俄罗斯统一民主党“亚博卢”的领导人，曾两次竞选俄罗斯总统职位，1996年以7.3％的得票率排名第四败于叶利钦；在2000年，对阵普京，以5.8％的成绩排名第三。他的政党未能在2003年杜马选举中突破5％的门槛。2012年总统大选中，尽管他收集到200万俄罗斯公民的签名，但俄罗斯政府仍阻止他参与竞选。2018年再度參選總統，最終以1.05%的得票率落選。

## 政治立場

### 烏克蘭
批評俄羅斯聯邦吞併克里米亞。主張釋放被普京當局監禁的烏克蘭俄裔導演奧列格·先佐夫。
2022年1月下旬，他與俄羅斯一些知名科學家、作家、記者和人權捍衛者一同公開反對俄羅斯與烏克蘭之間將可能升級至全面入侵的戰爭。